# DIAMOND WAVE
《DIAMOND WAVE》(다이아몬드 웨이브)는 2006년 8월 2일에 발매된 쿠라키 마이의 6번째 정규 음반이다.
싱글곡 〈Diamond Wave〉, 〈베스트 오브 히어로〉, 〈Growing of my heart〉가 수록되고 있다.

## 해설
- 음반의 제목 《DIAMOND WAVE》는 “다이아몬드는 열심히 윤을 내서 밝게 빛나는 것처럼, 꿈을 닦는 모습은 밝게 반짝이고 있다. 쿠라키 자신도 1곡 1곡을 윤을 내서, 그것들을 모아서 큰 다이아몬드로 하고 싶다. ”라는 생각에서 이름이 붙여졌다.
- 쿠라키로는 처음이 되는 2종류의 한정반 · DVD특전 · 기간한정 블로그 등의 시도가 행해졌다.
- 최초는 DVD가 부록된 ‘초회한정반’, CD만 있는 ‘통상반’이 발매되었다. 그 후 8월 11일에 통상반의 한정사양반으로 ‘통상반 LIMITED EDITION’이 발매되며, 형태는 3종류이다.
- 메인의 자켓과 CD에 수록되믄 음원, 디지백 사양인 점은 3종류는 모두 공통. 다만, 뒷면의 자켓은 모두 다르다.
- 기간한정 블로그는 DIAMOND WEB이라는 제목으로 통상판과 싱글 〈Diamond Wave〉에 기제되어있는 비밀번호가 필요한 블로그의 2종류가 존재했다. 또, 쿠라키 본인이 아닌 스태프에 의해서 갱신되며, 통상판에는 쿠라키의 활동 뉴스, 이면 블로그에는 음반의 제작비화가 소개되고 있었다.

## 수록곡
- 전체 작사: 쿠라키 마이

1. Diamond Wave [4:55]
  - 작곡 · 편곡: 토쿠나가 아키히토

24번째 싱글이며, 음반 표제곡. 라이브에서는 타올을 사용한 퍼포먼스가 행해진다. 닛폰 TB 《스포츠 우루구스》 테마송.
2. Ready for love [3:41]
  - 작곡: 카와모토 무네타카, 편곡: Day Track

레게풍의 작품. 가사에 자신의 이름이 등장한다.
3. 베스트 오브 히어로(ベスト オブ ヒーロー) [4:14]
  - 작곡 · 편곡: 토쿠나가 아키히토

23번째 싱글. 음반에 수록되어있는 음원에 어레인지가 더해져있다. TBS계열 목요일 10시 드라마 《가치바카!》 엔딩 테마.
4. Juliet [3:53]
  - 작곡 · 편곡: 오카모토 히토시

Juliet이란 “로미오와 줄리엣”의 줄리엣. 가넷 크로우의 오카모토 히토시가 작곡한 악곡은 2005년 6월 발매의 싱글 〈P.S♡MY SUNSHINE〉 이래 2번째.
5. Growing of my heart [4:25]
  - 작곡: 오노 아이카, 편곡: 하야마 타케시

22번째 싱글. 〈베스트 오브 히어로〉와 마찬가지로 어레인지가 더해져있다. 요미우리 TV 닛폰 TV계 애니메이션 《명탐정 코난》 오프닝 테마.
6. 보고 싶어서...(会いたくて...) [4:31]
  - 작곡 · 편곡: 토쿠나가 아키히토

음반의 발매로부터 2년 이상 후에 타이업이 결정되었다. 영화 《오사카 햄릿》 주제가.
7. 홀로그램(ホログラム) [4:08]
  - 작곡 · 편곡: 토쿠나가 아키히토

전작 《FUSE OF LOVE》 수록곡의 〈chance for you〉와 마찬가지로 스태프에 의한 코러스가 들어가있다.
8. State of mind [4:29]
  - 작곡: 오노 아이카, 편곡: 하야마 타케시

TV 도쿄계 《JAPAN COUNTDOWN》 오프닝 테마.
9. 지금 너와 여기에(今 君とここに) [4:26]
  - 작곡: 와타누키 마사아키, 편곡: Day Track
10. Cherish the day [4:06]
  - 작곡: 쿠레치 마사키, 편곡: 오가 요시노부

곡의 후반에 랩을 넣은 악곡.
11. Voice of Safest Place [4:59]
  - 작곡: 오노 아이카

24번째 싱글 〈Diamond Wave〉의 커플링곡인 〈SAFEST PLACE〉를 편곡한 곡. 아카펠라와 쿠라키의 코러스를 겸한 작품. 쿠라키는 “50인의 쿠라키 마이가 노래하고 있다”고 표현하고 있다.

## DVD 수록 내용
- 〈Diamond Wave〉 프로모션 비디오
  - 〈Diamond Wave〉의 PV는 아이튠즈 스토어 한정 배포의 다른 버전이기도 하다(지금으로서는 아이튠즈 스토어 한정 버전의 PV는 DVD화되어 있지 않다).
- Making of 〈Diamond Wave〉

## 참가 음악가
- 쿠라키 마이: 코러스 (#1,3,4,5,7), 보컬 어레인지(#11)
- 이노우에 신페이: 기타(#2,9)
- 토쿠나가 아키히토: 코러스(#1,3)
- 오노 아이카: 코러스(#5)
- Sync. CO. Kai's: 코러스(#7)

## 발매일
| 국가     | 일정           | 포맷                    | 레이블        |
| -------- | -------------- | ----------------------- | ------------- |
| 일본     | 2006년 8월 2일 | CD+DVD, 디지털 다운로드 | 기자 스튜디오 |
| 대한민국 | 2006년 8월 2일 | CD+DVD, 디지털 다운로드 | 씨엔엘뮤직    |